# فاریناتا

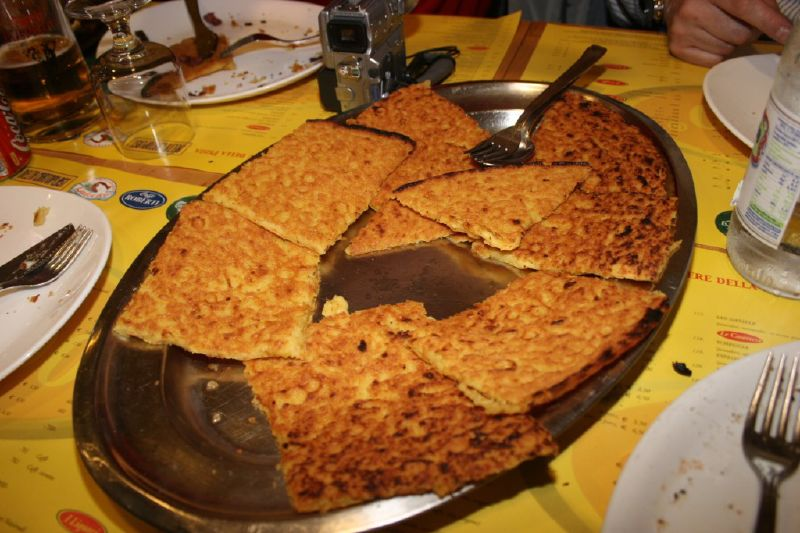

فاریناتا (به ایتالیایی: Farinata به‌معنای درست‌شده از آرد) نوعی نان محلی ایتالیایی ترد و نازک شبیه پیتزاست که در ناحیهٔ لیگوریا در شمال‌غربی آن کشور تهیه می‌شود . این نان که خمیرش از ترکیب آرد نخود، آب و روغن زیتون درست شده و بر روی تنور روباز پخته می‌شود به نان سوکا (به فرانسوی: Socca) که در نیس فرانسه تهیه می‌شود شباهت داشته و انواع مختلفی از آن در بسیاری از دیگر کشورهای حاشیهٔ دریای مدیترانه تهیه و مصرف می‌شود.